# Agente X
Agente X (Nijo Minamiyori, codinome Alex Hayden) é um mercenário fictício cujas aventuras foram publicadas me HQs pela Marvel Comics. Ele apareceu pela primeira vez em Agent X # 1 (Setembro 2002), por Gail Simone e UDON.
A série, uma pseudo-spin-off de Deadpool, continuou a violência, comédia cínica e humor pastelão que caracterizou sua série de origem. Na verdade, uma característica central de Agente X foi a questão da identidade do personagem-título, às vezes sendo suspeito de ser o próprio Deadpool. Deadpool refere-se ao agente X como sua contraparte da "Terra-2" ,uma referência cômica à designação dos personagens idênticos e semelhantes dos diferentes universos da DC Comics.

## História da Publicação
Agente X nasceu da série de quadrinhos Deadpool da Marvel Comics, cujas vendas tinham caído a ponto de cancelamento, com experiências incluindo as "minisséries dentro de uma série", (Deadpool Agente da Arma X e outros), tendo falhado em bloquear a queda. A decisão foi tomada depois de executar um "arco final" para fechar a série e, em seguida, reiniciar de #1 com um X no título em uma tentativa de identificá-lo mais com a popular franquia X-Men (como parte do mesmo esforço, Cable foi mudado para Soldado X e X-Force foi mudado para X-Statix). Rumores que circularam entre os fãs que os títulos mudaram neste momento (incluindo Deadpool para Agente X) devido em parte a uma disputa de títulos com Rob Liefeld; os rumores foram dissipados pelo próprio Liefeld. A roteirista Gail Simone foi escolhida para escrever tanto o arco final de Deadpool quanto a nova série, com o estúdio UDON, que tinha recentemente renovado o Treinador em uma minissérie bem recebida, para fornecer a arte.
Agente X substituiu Deadpool com um protagonista semelhante, enquanto incluía sugestões ambíguas quanto à natureza da sua relação com o personagem original. Agente X foi bem recebido pela crítica, mas não foi um sucesso de vendas. Alguns sentiram que este título sofreu devido à falta da Marvel de suporte para este e Soldado X como nenhum dos dois desfrutou do suporte da casa ou do comércio. Simone enfrentou publicamente a equipe editorial da Marvel, à medida que o título relançado lutava para encontrar um ponto de apoio. Simone deixou o quadrinho depois da edição 7, com a verdadeira identidade do protagonista ainda não revelada.
As vendas da HQ sofreram muito, obrigando a Marvel a cancelar a série. A empresa então mudou de rumo para publicar uma série de fill-ins, para críticas mistas. No final, dois destes fill-ins foram publicados para pequenos grupos de fãs: aqueles pelo célebre autor Evan Dorkin e a equipe de arte aclamada de Juan Bobillo e Marcelo Sosa. Logo depois, o Agente X foi cancelado na edição #12. No entanto, logo após este anúncio, a Marvel decidiu lançar um livro do Cable & Deadpool como uma mudança de direção, que acabou sendo uma consolidação muito mais bem sucedida dos dois personagens em um título. Isso permitiu Simone e UDON completarem sua visão inicial como parte de um arco de três edições, amarrando as pontas soltas e restaurando Deadpool para usarem no novo livro, que foi publicado após hiato de um mês como agente X #13-15.
Agente X também apareceu em Cable & Deadpool #11-12. Ele fez outra aparição em #38-39, onde ele foi capturado em uma missão contra HIDRA, que foram capazes de lhe dar artrite usando a nova tecnologia, em seguida obesidade mórbida para que ele não notasse a artrite. Posteriormente, ele foi resgatado por Deadpool, que foi contratado por Sandi e Pistoleira. Após ser resgatado, Agente X decidiu permitir Deadpool comandar a Agência X até que ele foi curado de sua deficiência.
Na seção 'Caro Deadpool' do #37, os escritores descontraidamente deu a entender que o agente X pode receber uma nova série em curso no futuro.

## Biografia do Personagem
Nijo era um assassino, mercenário, e agente empregado pelo assassino telepático alemão chamado o Cisne Negro. Ele culpou o Deadpool pela morte do seu irmão, como ele estava entre os alvos de assassinato aparentemente bem sucedidos de Deadpool dos chefes do crime japonês chamado de Quatro Ventos. Depois de Cisne Negro pôr um vírus mental no cérebro de Deadpool, o mercenário foi atrás de Cisne e Nijo no castelo do Cisne na Alemanha.
No entanto, Cisne Negro revelou que ele tinha na verdade matado os Quatro Ventos, incluindo o irmão de Nijo, e esfaqueou-o de tédio com seu discurso e desobediência. Sua vingança com Deadpool foi que os assassinos erroneamente creditaram as mortes para o homem errado. Uma bomba que Deadpool havia trazido explodiu, e presume-se que todos os três foram mortos.
No entanto, Alex Hayden logo surgiu em Nova York com um objetivo em mente, ser o melhor mercenário vivo. Ele foi encontrado por Sandi Brandenberg, antiga secretária do Deadpool, que assumiu que ele era Deadpool por causa de seus poderes e comportamento. Ele escolheu subconscientemente seu nome como uma combinação dos compositores que ele gostava: Alexander Grieg e Josef Haydn. Amigo e interesse romântico distante de Sandi, o Treinador foi procurado para ajudá-lo a entender a sua situação e treiná-lo, assim como Pistoleira foi chamada para treinar suas habilidades de tiro. Treinador percebeu que Alex era ambidestro e que ele estava de alguma forma interferindo com sua habilidade de reflexo enquanto treinava com ele. Treinador então sabia que ele não podia ser o Deadpool, apesar de seu fator de cura e reconhecimento dele e Sandi, e Pistoleira confirmou isto já que Alex provou ter um talento para arma melhor que Deadpool. Sandi e Alex formaram um grupo de mercenários, agência X. A sede é baseada fora de um parque de diversões que Alex adquiriu como forma de pagamento pela sua primeira missão.

## Poderes, habilidades e armas

### Poderes
- Fator de Cura Regenerativo: Agente X possui um fator de cura super-humano que permite regenerar tecidos corporais danificados ou destruídos, com muito mais rapidez e eficiência do que um ser humano comum. Agente X é capaz de curar ferimentos como cortes, perfurações, ferimentos de bala e queimaduras graves dentro de segundos. Seu fator de cura é desenvolvido a tal ponto que ele pode regenerar e reanexar membros e órgãos faltando. Seu fator de cura lhe permitiu sobreviver até mesmo a danos cerebrais em várias ocasiões. Com este fator de cura superior ele tem mostrado uma grande tolerância a dor.
- Resistência Química Extrema: O corpo do Agente X é altamente resistente à maioria das drogas e toxinas. Por exemplo, é extremamente difícil, embora não impossível, ele se tornar intoxicado. Ele pode, no entanto, ser afetado por certos tipos de drogas, como tranquilizantes, se for exposto por uma quantidade grande o suficiente.
- Imunidade à Doenças: O fator de cura do Agente X fator também estende-se ao seu sistema imunológico, tornando-o imune aos efeitos de todas as doenças conhecidas e infecções.
- Longevidade estendida: O fator de cura do Agente x lhe fornece uma vida útil estendida por abrandar os efeitos do processo de envelhecimento a um grau desconhecido.
- Imunidade telepática: O fator de cura faz com que suas células cerebrais fiquem em constante estado de fluxo e regeneração, tornando-o imune a psíquicos como Professor X e Emma Frost.

- Força Sobre-humana: Por causa de seu fator de cura, Agente X pode empurrar seus músculos para níveis além dos limites naturais de um ser humano comum sem ter que lidar com lesões, dando-lhe força sobre-humana. Ele é capaz de levantar-se em mais de 800 ibs e é mostrado capaz de levantar até 3 toneladas. Desconhece-se o limite exato de sua força.

- Resistência Sobre-humana: A musculatura do Agente X gera consideravelmente menos toxinas de fadiga do que os músculos de um ser humano comum, concedendo-lhe níveis sobre-humanos de resistência em todas as atividades físicas. Ele pode se exercitar por pelo menos 18 horas antes de começar a se cansar.
- Agilidade Sobre-humana: A agilidade, o equilíbrio e a coordenação do Agente X são reforçadas em níveis que ultrapassam os limites físicos naturais de um ser humano. -humana: Agente x agilidade, equilíbrio e coordenação corporal são reforçadas para níveis que ultrapassam os limites físicos naturais de até mesmo o melhor atleta, assim como Deadpool.
- Reflexos Sobre-humanos: Seus reflexos são superiores até mesmo aos do melhor atleta humano.

### Habilidades
- Treinado pelo Treinador combate e uso de armas. Ele também é um exímio atirador.

### Armas
- As armas mais comuns que agente X usa são pistolas, facas e estrelas de arremesso

## Agência X
Agente X também foi fundador de
Um grupo de anti-Herois mercenarios, que além do proprio Agente X (Nijo Minamiyori),tinha Bob que era um Agente da Hidra,Pistoleira (Inez Temple),Sandi Brandenberg Sandi Brandenberg; Mary Zero,Outlaw, Taskmastere e Deadpool (Wade Winston Wilson)

## Outras versões

### Dinastia M
Um homem asiático vestindo óculos amarelos e um cinto formando um X em torno de seu peito é mostrado na edição #4.